# Llavi (floral)
|  | Per a altres significats, vegeu «Llavis». |

Un llavi és la part de la corol·la o del calze d'algunes flors que en l'extrem superior s'obren en una o dues parts més o menys eixamplades i que clou la gola. Típicament es dona en flors asimètriques i zigomorfes.

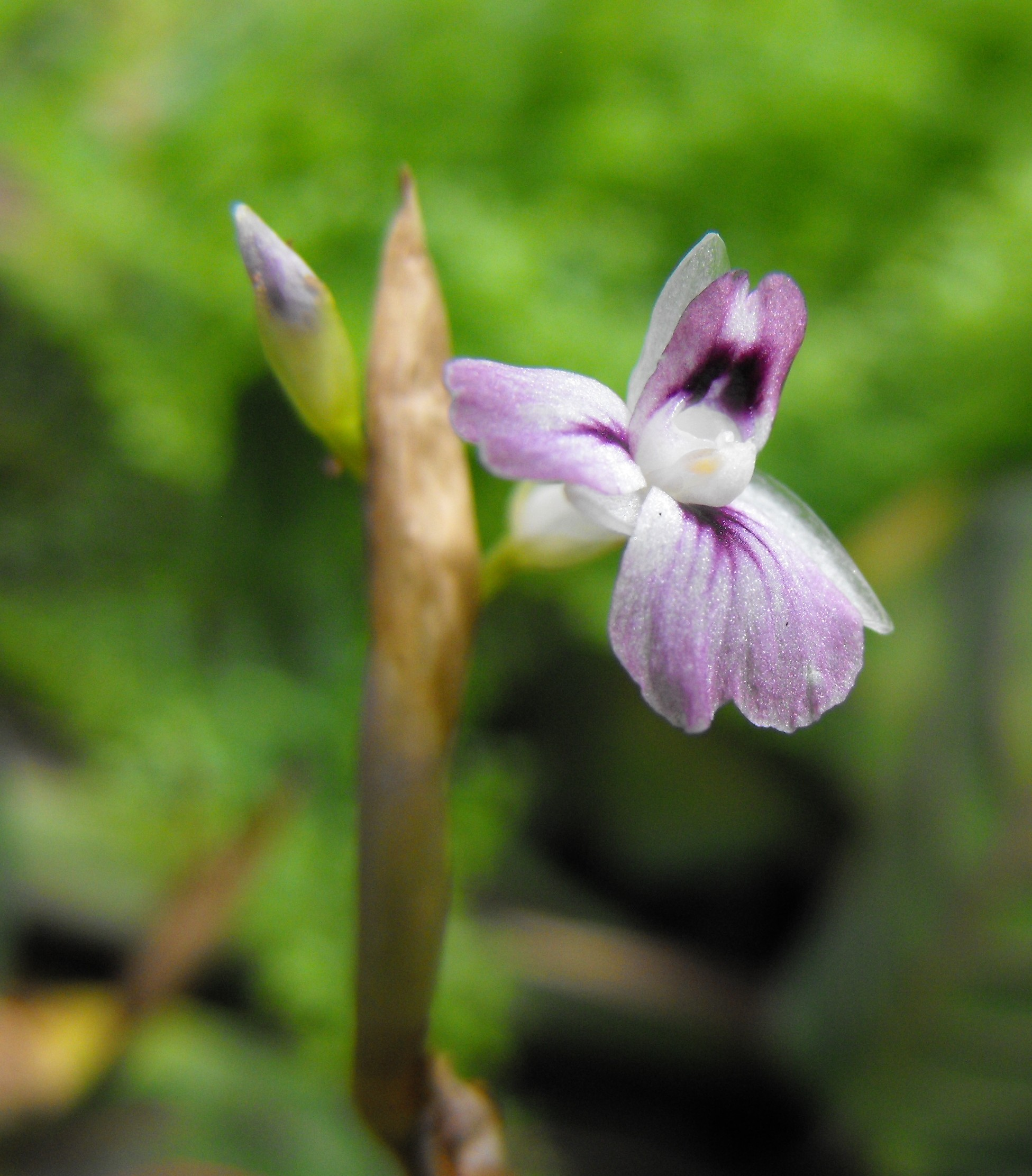
Flor asimètrica (Maranta leuconeura)
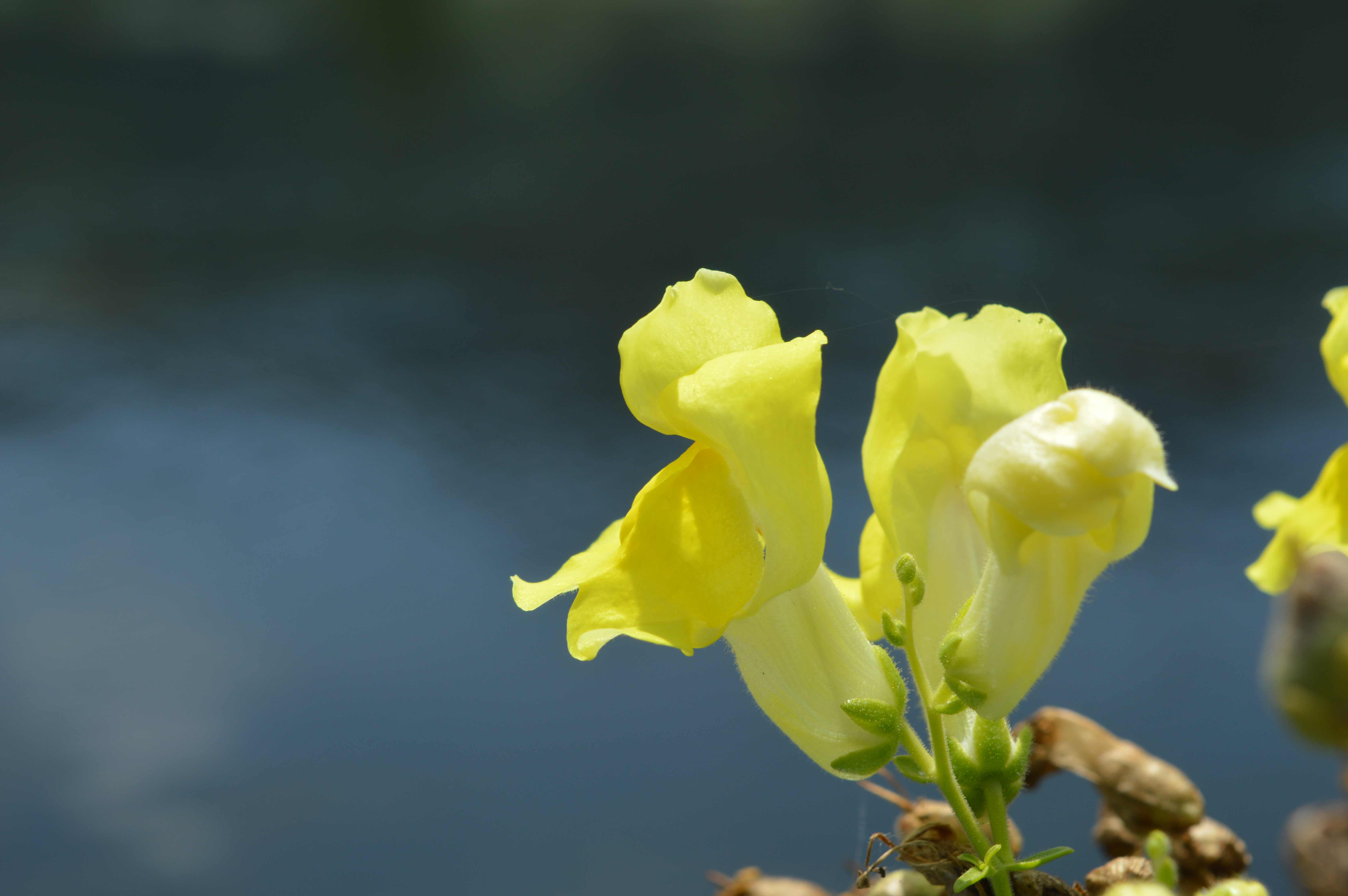
Flor zigomorfa (Antirrhinum majus)